# Descurainia titicacensis
Descurainia titicacensis är en korsblommig växtart som först beskrevs av Wilhelm Gerhard Walpers, och fick sitt nu gällande namn av Miguel Lillo. Descurainia titicacensis ingår i släktet stillfrön, och familjen korsblommiga växter. Inga underarter finns listade i Catalogue of Life.